# Malu Mare (gmina)
Malu Mare – gmina w Rumunii, w okręgu Dolj. Obejmuje miejscowości Malu Mare i Preajba. W 2011 roku liczyła 3780 mieszkańców.